# Majdan Krzywski
Majdan Krzywski – wieś w Polsce położona w województwie lubelskim, w powiecie krasnostawskim, w gminie Łopiennik Górny.
W latach 1975–1998 miejscowość administracyjnie należała do województwa chełmskiego.
Wieś stanowi sołectwo gminy Łopiennik Górny. Według Narodowego Spisu Powszechnego (III 2011 r.) wieś liczyła 159 mieszkańców.
Wierni Kościoła rzymskokatolickiego należą do parafii św. Bartłomieja w Łopienniku.

## Wspólnoty wyznaniowe
- Kościół rzymskokatolicki:
  - kaplica parafialna pw. św. Floriana[10]
- Świadkowie Jehowy:
  - zbór, Sala Królestwa[11].